# Copăcel (okręg Bihor)
Copăcel – wieś w Rumunii, w okręgu Bihor, w gminie Copăcel. W 2011 roku liczyła 489 mieszkańców.